# Mistrovství světa v biatlonu 2007
41. Mistrovství světa v biatlonu 2007 se uskutečnilo v italském Rasen-Antholz ve dnech od 2. února do 11. února.
Italský premiér Romano Prodi zahájil mistrovství světa na slavnostním zahájení, kterého se účastnilo 300 sportovců ze 30 zemí.

## Program závodů
Slavnostní zahájení proběhlo 2. února v 20:00 hodin. Na programu šampionátu bylo celkem 11 závodů. Muži a ženy absolvovali sprinty, stíhací závody, vytrvalostní závody, závody s hromadným startem a štafety. Navíc také společně absolvovali závod smíšených štafet.
| Den | Datum     | Disciplína                                  | Začátek (SEČ) | Počet závodníků |
| --- | --------- | ------------------------------------------- | ------------- | --------------- |
| So  | 3. února  | Sprint na 10 km (muži)                      | 10:45         | 105             |
| So  | 3. února  | Sprint na 7,5 km (ženy)                     | 14:15         | 86              |
| Ne  | 4. února  | Stíhací závod na 12,5 km (muži)             | 11:15         | 60              |
| Ne  | 4. února  | Stíhací závod na 10 km (ženy)               | 14:15         | 60              |
| Út  | 6. února  | Vytrvalostní závod na 20 km (muži)          | 14:15         | 114             |
| St  | 7. února  | Vytrvalostní závod na 15 km (ženy)          | 14:15         | 93              |
| Čt  | 8. února  | Smíšená štafeta na 2×6 km + 2×7,5 km        | 14:15         | 22 týmů         |
| So  | 10. února | Štafeta na 4 × 7,5 km (muži)                | 10:45         | 22 týmů         |
| So  | 10. února | Závod s hromadným startem na 12,5 km (ženy) | 14:15         | 30              |
| Ne  | 11. února | Štafeta na 4 × 6 km (ženy)                  | 11:00         | 17 týmů         |
| Ne  | 11. února | Závod s hromadným startem na 15 km (muži)   | 14:15         | 30              |

## Sportovci
Šampionátu se zúčastnili závodníci ze 38 zemí. Celkem zde závodilo 288 sportovců z toho 154 mužů a 134 žen.
| Země                | Muži | Ženy |
| ------------------- | ---- | ---- |
| Argentina           | 2    | 0    |
| Austrálie           | 1    | 0    |
| Belgie              | 3    | 2    |
| Bělorusko           | 8    | 8    |
| Bosna a Hercegovina | 2    | 1    |
| Bulharsko           | 4    | 4    |
| Chorvatsko          | 2    | 1    |
| Česko               | 6    | 5    |
| Čína                | 6    | 8    |
| Estonsko            | 5    | 3    |
| Finsko              | 4    | 4    |
| Francie             | 7    | 8    |
| Grónsko             | 2    | 1    |

| Země        | Muži | Ženy |
| ----------- | ---- | ---- |
| Itálie      | 6    | 6    |
| Japonsko    | 2    | 2    |
| Jižní Korea | 1    | 1    |
| Kanada      | 4    | 4    |
| Kazachstán  | 6    | 6    |
| Litva       | 0    | 1    |
| Lotyšsko    | 6    | 3    |
| Maďarsko    | 5    | 0    |
| Moldavsko   | 1    | 1    |
| Německo     | 8    | 8    |
| Norsko      | 6    | 6    |
| Polsko      | 5    | 6    |
| Rakousko    | 6    | 0    |

| Země               | Muži | Ženy |
| ------------------ | ---- | ---- |
| Rumunsko           | 0    | 5    |
| Rusko              | 8    | 8    |
| Řecko              | 2    | 0    |
| Slovensko          | 5    | 6    |
| Slovinsko          | 5    | 5    |
| Spojené království | 5    | 2    |
| Srbsko             | 0    | 1    |
| Španělsko          | 0    | 1    |
| Švédsko            | 5    | 5    |
| Švýcarsko          | 5    | 1    |
| Ukrajina           | 5    | 6    |
| USA                | 6    | 5    |

## Medailisté

### Muži
| Disciplína                                | Zlato                                                            | Výkon                                   | Stříbro                                                                 | Výkon                                             | Bronz                                                       | Výkon                                             |
| Vytrvalostní závod (20 km) detaily        | Raphaël Poirée (FRA)                                             | 56:14,6 (0+0+0+0)                       | Michael Greis (GER)                                                     | 56:41,4 (0+1+0+1)                                 | Michal Šlesingr (CZE)                                       | 56:52,0 (0+2+0+0)                                 |
| Sprint (10 km) detaily                    | Ole Einar Bjørndalen (NOR)                                       | 26:18,8 (0+1)                           | Michal Šlesingr (CZE)                                                   | 26:23,6 (0+0)                                     | Andrij Deryzemlja (UKR)                                     | 26:44,6 (0+0)                                     |
| Stíhací závod (12,5 km) detaily           | Ole Einar Bjørndalen (NOR)                                       | 32:21,2 (1+0+1+0)                       | Maxim Čudov (RUS)                                                       | 33:31,0 (1+0+2+0)                                 | Vincent Defrasne (FRA)                                      | 33:31,1 (0+0+1+0)                                 |
| Závod s hromadným startem (15 km) detaily | Michael Greis (GER)                                              | 37:52,1 (0+0+2+0)                       | Andreas Birnbacher (GER)                                                | 38:07,5 (0+0+0+0)                                 | Raphaël Poirée (FRA)                                        | 37:20,2 (1+0+0+0)                                 |
| Štafeta (4×7,5 km) detaily                | Rusko Ivan Čerezov Maxim Čudov Dmitrij Jarošenko Nikolaj Kruglov | 1:14:36,1 (0+0 0+0) (0+0 0+1) (0+0 0+0) | Norsko Halvard Hanevold Lars Berger Frode Andresen Ole Einar Bjørndalen | 1:15:36,6 (0+2 0+1) (0+2 0+2) (0+0 1+3) (0+0 0+1) | Německo Ricco Groß Michael Rösch Sven Fischer Michael Greis | 1:16:08,6 (0+0 1+3) (0+1 1+3) (0+1 0+2) (0+0 0+1) |

### Ženy
| Disciplína                                  | Zlato                                                                          | Výkon                                             | Stříbro                                                                                       | Výkon                                   | Bronz                                                                         | Výkon                                             |
| Vytrvalostní závod (15 km) detaily          | Linda Grubbenová (NOR)                                                         | 46:24,3 (0+0+0+0)                                 | Florence Baverelová-Robertová (FRA)                                                           | 47:30,8 (0+0+0+0)                       | Martina Glagowová (GER)                                                       | 47:59,9 (1+0+0+0)                                 |
| Sprint (7,5 km) detaily                     | Magdalena Neunerová (GER)                                                      | 22:46,9 (1+1)                                     | Anna Carin Olofssonová (SWE)                                                                  | 22:49,2 (1+1)                           | Natalja Gusevová (RUS)                                                        | 23:06,5 (0+1)                                     |
| Stíhací závod (10 km) detaily               | Magdalena Neunerová (GER)                                                      | 33:01,6 (1+0+1+2)                                 | Linda Grubbenová (NOR)                                                                        | 33:08,7 (0+1+0+0)                       | Anna Carin Olofssonová (SWE)                                                  | 33:09,2 (2+0+1+2)                                 |
| Závod s hromadným startem (12,5 km) detaily | Andrea Henkelová (GER)                                                         | 37:13,1 (1+0+1+0)                                 | Martina Glagowová (GER)                                                                       | 37:17,7 (1+0+0+0)                       | Kati Wilhelmová (GER)                                                         | 37:23,7 (0+1+1+0)                                 |
| Štafeta (4×6 km) detaily                    | Německo Martina Glagowová Andrea Henkelová Magdalena Neunerová Kati Wilhelmová | 1:14:19,1 (0+0 0+1) (0+2 0+1) (0+0 0+3) (0+0 0+0) | Francie Florence Baverelová-Robertová Delphine Perettová Sylvie Becaertová Sandrine Baillyová | 1:15:26,9 (0+1 0+2) (0+1 1+3) (0+0 0+0) | Norsko Tora Bergerová Ann Kristin Flatlandová Jori Mørkveová Linda Grubbenová | 1:18:48,8 (0+0 1+3) (0+0 0+2) (0+0 0+0) (0+0 0+1) |

### Smíšená štafeta
| Disciplína                               | Zlato                                                                           | Výkon                                             | Stříbro                                                                                  | Výkon                                   | Bronz                                                                   | Výkon                                             |
| Smíšená štafeta (2×6 + 2×7,5 km) detaily | Švédsko Helena Jonssonová Anna Carin Olofssonová Björn Ferry Carl Johan Bergman | 1:20:04,7 (0+1 0+1) (0+1 0+2) (0+2 0+3) (0+2 0+1) | Francie Florence Baverelová-Robertová Sandrine Baillyová Vincent Defrasne Raphaël Poirée | 1:20:32,3 (0+0 0+0) (0+1 0+1) (0+0 0+0) | Norsko Tora Bergerová Jori Mørkveová Emil Hegle Svendsen Frode Andresen | 1:20:41,1 (0+1 0+1) (0+0 0+1) (0+1 0+1) (0+3 0+3) |

## Medailové pořadí

### Medailové pořadí zemí
| Pořadí | Země     | Zlato | Stříbro | Bronz | Celkově |
| ------ | -------- | ----- | ------- | ----- | ------- |
| 1.     | Německo  | 5     | 3       | 3     | 11      |
| 2.     | Norsko   | 3     | 2       | 2     | 7       |
| 3.     | Francie  | 1     | 3       | 2     | 6       |
| 4.     | Švédsko  | 1     | 1       | 1     | 3       |
| 4.     | Rusko    | 1     | 1       | 1     | 3       |
| 6.     | Česko    | 0     | 1       | 1     | 2       |
| 7.     | Ukrajina | 0     | 0       | 1     | 1       |
|        | Celkem   | 11    | 11      | 11    | 33      |

### Individuální medailové pořadí
| Pořadí | Závodník                            | Zlato | Stříbro | Bronz | Celkově |
| ------ | ----------------------------------- | ----- | ------- | ----- | ------- |
| 1.     | Magdalena Neunerová (GER)           | 3     | 0       | 0     | 3       |
| 2.     | Ole Einar Bjørndalen (NOR)          | 2     | 1       | 0     | 3       |
| 3.     | Andrea Henkelová (GER)              | 2     | 0       | 0     | 2       |
| 4.     | Raphaël Poirée (FRA)                | 1     | 1       | 1     | 3       |
| 4.     | Michael Greis (GER)                 | 1     | 1       | 1     | 3       |
| 4.     | Martina Glagowová (GER)             | 1     | 1       | 1     | 3       |
| 4.     | Linda Grubbenová (NOR)              | 1     | 1       | 1     | 3       |
| 4.     | Anna Carin Olofssonová (SWE)        | 1     | 1       | 1     | 3       |
| 9.     | Maxim Čudov (RUS)                   | 1     | 1       | 0     | 2       |
| 10.    | Kati Wilhelmová (GER)               | 1     | 0       | 1     | 2       |
| 11.    | Ivan Čerezov (RUS)                  | 1     | 0       | 0     | 1       |
| 11.    | Dmitrij Jarošenko (RUS)             | 1     | 0       | 0     | 1       |
| 11.    | Nikolaj Kruglov (RUS)               | 1     | 0       | 0     | 1       |
| 11.    | Helena Jonssonová (SWE)             | 1     | 0       | 0     | 1       |
| 11.    | Björn Ferry (SWE)                   | 1     | 0       | 0     | 1       |
| 11.    | Carl Johan Bergman (SWE)            | 1     | 0       | 0     | 1       |
| 17.    | Florence Baverelová-Robertová (FRA) | 0     | 3       | 0     | 3       |
| 18.    | Sandrine Baillyová (FRA)            | 0     | 2       | 0     | 2       |
| 19.    | Michal Šlesingr (CZE)               | 0     | 1       | 1     | 2       |
| 19.    | Vincent Defrasne (FRA)              | 0     | 1       | 1     | 2       |
| 19.    | Frode Andresen (NOR)                | 0     | 1       | 1     | 2       |
| 22.    | Delphine Perettová (FRA)            | 0     | 1       | 0     | 1       |
| 22.    | Sylvie Becaertová (FRA)             | 0     | 1       | 0     | 1       |
| 22.    | Andreas Birnbacher (GER)            | 0     | 1       | 0     | 1       |
| 22.    | Halvard Hanevold (NOR)              | 0     | 1       | 0     | 1       |
| 22.    | Lars Berger (NOR)                   | 0     | 1       | 0     | 1       |
| 27.    | Tora Bergerová (NOR)                | 0     | 0       | 2     | 2       |
| 27.    | Jori Mørkveová (NOR)                | 0     | 0       | 2     | 2       |
| 29.    | Ricco Groß (GER)                    | 0     | 0       | 1     | 1       |
| 29.    | Michael Rösch (GER)                 | 0     | 0       | 1     | 1       |
| 29.    | Sven Fischer (GER)                  | 0     | 0       | 1     | 1       |
| 29.    | Ann Kristin Flatlandová (NOR)       | 0     | 0       | 1     | 1       |
| 29.    | Emil Hegle Svendsen (NOR)           | 0     | 0       | 1     | 1       |
| 29.    | Natalja Gusevová (RUS)              | 0     | 0       | 1     | 1       |
| 29.    | Andrij Deryzemlja (UKR)             | 0     | 0       | 1     | 1       |
|        | Celkem                              | 20    | 20      | 20    | 60      |

## Muži

### 10 km
| *                | Sportovec               | Střelba | Čas     |
| ---------------- | ----------------------- | ------- | ------- |
| Zlatá medaile    | Ole Einar Bjørndalen    | 0:1     | 26:18.8 |
| Stříbrná medaile | Michal Šlesingr         | 0:0     | 26:23.6 |
| Bronzová medaile | Andrij Deryzemlja       | 0:0     | 26:44.6 |
| 4                | Björn Ferry             | 0:1     | 26:53.2 |
| 5                | Tomasz Sikora           | 1:0     | 26:58.0 |
| 6                | Mattias Nilsson         | 0:0     | 26:59.2 |
| 7                | Emil Hegle Svendsen     | 1:1     | 27:06.8 |
| 8                | Raphaël Poirée          | 0:1     | 27:08.9 |
| 9                | Rene Laurent Vuillermoz | 1:1     | 27:12.5 |
| 10               | Matthias Simmen         | 2:1     | 27:15.3 |
| /                | /                       | /       | /       |
| 32               | Jaroslav Soukup         | 1:0     | 28:03.7 |
| 50               | Roman Dostál            | 0:4     | 29:08.0 |
| 56               | Ondřej Moravec          | 1:2     | 29:35.4 |

### 12,5 km
| *                | Sportovec            | Start | Střelba | Čas     |
| ---------------- | -------------------- | ----- | ------- | ------- |
| Zlatá medaile    | Ole Einar Bjørndalen | 0:00  | 1:0:1:0 | 32:21.2 |
| Stříbrná medaile | Maxim Tchoudov       | 1:03  | 1:0:2:0 | +1:09.8 |
| Bronzová medaile | Vincent Defrasne     | 1:11  | 0:0:1:0 | +1:09.9 |
| 4                | Michal Šlesingr      | 0:05  | 0:0:2:1 | +1:14.7 |
| 5                | Emil Hegle Svendsen  | 0:48  | 0:0:2:1 | +1:17.2 |
| 6                | Raphaël Poirée       | 0:50  | 1:0:1:1 | +1:18.8 |
| 7                | Tomasz Sikora        | 0:39  | 0:0:1:2 | +1:19.4 |
| 8                | Dmitrij Jarošenko    | 1:38  | 1:0:0:0 | +1:27.5 |
| 9                | Ivan Čerezov         | 1:35  | 0:0:1:0 | +1:36.1 |
| 10               | Michael Roesch       | 1:18  | 0:0:1:1 | +1:44.3 |
| /                | /                    | /     | /       |         |
| 33               | Jaroslav Soukup      | 1:45  | 1:1:2:1 | +3:49.2 |
| 40               | Roman Dostál         | 2:49  | 0:1:1:1 | +4:54.8 |
| 49               | Ondřej Moravec       | 3:17  | 1:1:2:1 | +6:01.1 |

### 20 km
| *                | Sportovec        | Střelba | Čas       |
| ---------------- | ---------------- | ------- | --------- |
| Zlatá medaile    | Raphaël Poirée   | 0:0:0:0 | 56:14.6   |
| Stříbrná medaile | Michael Greis    | 0:1:0:1 | 56:41.4   |
| Bronzová medaile | Michal Šlesingr  | 0:2:0:0 | 56:52.0   |
| 4                | Frode Andresen   | 0:1:0:0 | 56:53.9   |
| 5                | Nikolay Kruglov  | 0:0:0:0 | 57:05.7   |
| 6                | Ivan Čerezov     | 0:1:0:0 | 57:24.2   |
| 7                | Tim Burke        | 0:1:0:1 | 57:42.0   |
| 8                | Simon Fourcade   | 0:0:0:1 | 57:48.1   |
| 9                | Ricco Groß       | 0:0:0:0 | 57:52.4   |
| 10               | Halvard Hanevold | 1:0:0:0 | 58:16.4   |
| /                | /                | /       | /         |
| 53               | Jaroslav Soukup  | 2:2:1:2 | 1:03:30.9 |
| 54               | Zdeněk Vítek     | 1:2:1:2 | 1:03:32.3 |

### 15 km s hromadným startem
| *                | Sportovec             | Střelba | Čas     |
| ---------------- | --------------------- | ------- | ------- |
| Zlatá medaile    | Michael Greis         | 0:0:2:0 | 37:52.1 |
| Stříbrná medaile | Andreas Birnbacher    | 0:0:0:0 | +15.4   |
| Bronzová medaile | Raphaël Poirée        | 1:0:0:0 | +28.1   |
| 4                | Ole Einar Bjoerndalen | 0:0:2:2 | +36.3   |
| 5                | Sven Fischer          | 0:0:1:1 | +36.3   |
| 6                | Frode Andresen        | 1:0:1:1 | +41.8   |
| 7                | Christoph Sumann      | 1:0:0:1 | +47.5   |
| 8                | Simon Fourcade        | 0:0:1:0 | +49.7   |
| 9                | Jay Hakkinen          | 1:0:0:1 | +52.9   |
| 10               | Mattias Jr. Nilsson   | 0:0:2:0 | +52.9   |
| /                | /                     | /       | /       |
| 20               | Michal Šlesingr       | 0:1:1:2 | +2:09.7 |

### 4 x 7,5 km
| *                | Sportovec | Střelba  | Čas       |
| ---------------- | --------- | -------- | --------- |
| Zlatá medaile    | Rusko     | 0:0:0:1  | 1:14:36.1 |
| Stříbrná medaile | Norsko    | 0:4:1:7  | 1:15:36.6 |
| Bronzová medaile | Německo   | 0:2:2:11 | 1:16:08.6 |
| 4                | Itálie    | 0:1:0:6  | 1:16:41.4 |
| 5                | Česko     | 1:5:0:3  | 1:16:52.8 |
| 6                | Rakousko  | 0:1:0:5  | 1:16:58.1 |
| 7                | Švédsko   | 0:5:0:6  | 1:17:24.2 |
| 8                | Ukrajina  | 0:4:1:5  | 1:17:44.2 |
| 9                | USA       | 0:6:0:9  | 1:18:03.0 |
| 10               | Francie   | 0:3:2:6  | 1:18:17.6 |

## Ženy

### 7,5 km
| *                | Sportovec                       | Střelba | Čas     |
| ---------------- | ------------------------------- | ------- | ------- |
| Zlatá medaile    | Magdalena Neunerová             | 1:1     | 22:46.9 |
| Stříbrná medaile | Anna Carin Olofssonová-Zideková | 1:1     | 22:49.2 |
| Bronzová medaile | Natalja Gusevová                | 0:1     | 23:06.5 |
| 4                | Helena Jonssonová               | 0:0     | 23:16.5 |
| 5                | Ann Kristin Flatlandová         | 0:0     | 23:25.6 |
| 6                | Michela Ponzaová                | 0:0     | 23:26.1 |
| 7                | Kati Wilhelmová                 | 2:1     | 23:32.0 |
| 8                | Tadeja Brankovic                | 0:1     | 23:33.8 |
| 9                | Sandrine Bailly                 | 2:0     | 23:36.5 |
| 10               | Tora Bergerová                  | 2:0     | 23:36.5 |
| /                | /                               | /       | /       |
| 37               | Zdeňka Vejnarová                | 2:1     | 24:56.9 |
| 49               | Zuzana Tryznová                 | 1:1     | 25:21.7 |
| 58               | Magda Rezlerová                 | 2:3     | 25:54.2 |

### 10 km
| *                | Sportovec                       | Start | Střelba | Čas     |
| ---------------- | ------------------------------- | ----- | ------- | ------- |
| Zlatá medaile    | Magdalena Neunerová             | 0:00  | 1:0:1:2 | 33:01.6 |
| Stříbrná medaile | Linda Grubben                   | 1:17  | 0:1:0:0 | +7.1    |
| Bronzová medaile | Anna Carin Olofssonová-Zideková | 0:02  | 2:0:1:2 | +7.6    |
| 4                | Natalja Gusevová                | 0:20  | 1:1:0:0 | +47.8   |
| 5                | Tadeja Brankovic                | 0:47  | 1:0:1:0 | +1:03.3 |
| 6                | Florence Baverel-Robert         | 1:21  | 0:0:1:1 | +1:22.5 |
| 7                | Teja Gregorinová                | 0:57  | 0:0:1:1 | +1:24.8 |
| 8                | Michela Ponzaová                | 0:39  | 0:0:1:0 | +1:30.2 |
| 9                | Kati Wilhelmová                 | 0:45  | 1:2:1:1 | +1:34.7 |
| 10               | Kati Wilhelmová                 | 1:24  | 2:1:1:0 | +1:46.9 |
| /                | /                               | /     | /       | /       |
| 34               | Zdeňka Vejnarová                | 2:10  | 1:0:2:0 | +4:04.4 |

### 15 km
| *                | Sportovec                       | Střelba | Čas     |
| ---------------- | ------------------------------- | ------- | ------- |
| Zlatá medaile    | Linda Grubben                   | 0:0:0:0 | 46:24.3 |
| Stříbrná medaile | Florence Baverel-Robert         | 0:0:0:0 | 47:30.8 |
| Bronzová medaile | Martina Glagowová               | 1:0:0:0 | 47:59.9 |
| 4                | Tora Bergerová                  | 0:0:1:0 | 48:09.2 |
| 5                | Anna Carin Olofssonová-Zideková | 0:2:0:2 | 48:23.7 |
| 6                | Andrea Henkelová                | 1:1:0:1 | 48:35.5 |
| 7                | Ekaterina Iourieva              | 0:1:0:0 | 48:49.6 |
| 8                | Kaisa Mäkäräinenová             | 0:1:0:1 | 49:02.7 |
| 9                | Sandrine Bailly                 | 0:0:0:1 | 49:39.3 |
| 10               | Oksana Khvostenko               | 1:0:1:0 | 49:41.8 |
| /                | /                               | /       | /       |
| 10               | Zdeňka Vejnarová                | 0:1:0:2 | 51:23.7 |
| 46               | Magda Rezlerová                 | 1:3:0:1 | 53:05.0 |
| 77               | Zuzana Tryznová                 | 1:2:2:2 | 56:56.8 |

### 12,5 km s hromadným startem
| *                | Sportovec               | Střelba | Čas     |
| ---------------- | ----------------------- | ------- | ------- |
| Zlatá medaile    | Andrea Henkelová        | 1:0:1:0 | 37:13.1 |
| Stříbrná medaile | Martina Glagowová       | 1:0:0:0 | +4.6    |
| Bronzová medaile | Kati Wilhelmová         | 0:1:1:0 | +10.6   |
| 4                | Natalja Gusevová        | 0:1:0:0 | +20.8   |
| 5                | Ekaterina Iourieva      | 0:0:0:0 | +28.2   |
| 6                | Linda Grubben           | 0:0:2:0 | +28.7   |
| 7                | Kaisa Mäkäräinenová     | 0:1:0:0 | +44.5   |
| 8                | Helena Jonssonová       | 0:0:0:1 | +1:00.7 |
| 9                | Tadeja Brankovic        | 1:1:0:0 | +1:02.5 |
| 10               | Florence Baverel-Robert | 0:0:1:1 | +1:04.9 |

### 4 x 6 km
| *                | Sportovec | Střelba | Čas       |
| ---------------- | --------- | ------- | --------- |
| Zlatá medaile    | Německo   | 0:2:0:5 | 1:14:19.1 |
| Stříbrná medaile | Francie   | 0:2:1:5 | 1:15:26.9 |
| Bronzová medaile | Norsko    | 0:0:1:6 | 1:15:48.8 |
| 4                | Slovinsko | 0:3:0:4 | 1:16:11.8 |
| 5                | Bělorusko | 1:5:0:5 | 1:16:17.2 |
| 6                | Čína      | 0:2:0:7 | 1:16:20.1 |
| 7                | Rusko     | 0:2:2:8 | 1:16:29.0 |
| 8                | Itálie    | 0:1:0:3 | 1:17:46.5 |
| 9                | Ukrajina  | 0:3:1:6 | 1:18:11.4 |
| 10               | Polsko    | 0:5:1:4 | 1:18:49.3 |

## Mix

### 2 x 6 km + 2 x 7,5 km
| *                | Sportovec | Střelba | Čas       |
| ---------------- | --------- | ------- | --------- |
| Zlatá medaile    | Švédsko   | 0:6:0:7 | 1:20:04.7 |
| Stříbrná medaile | Francie   | 0:1:0:1 | 1:20:32.3 |
| Bronzová medaile | Norsko    | 0:5:0:6 | 1:20:41.1 |
| 4                | Slovinsko | 0:2:2:9 | 1:21:15.8 |
| 5                | Německo   | 3:9:0:3 | 1:21:28.9 |
| 6                | Itálie    | 0:6:0:5 | 1:21:30.0 |
| 7                | Čína      | 0:1:1:7 | 1:21:44.0 |
| 8                | Česko     | 0:4:0:6 | 1:21:53.2 |
| 9                | Rusko     | 0:6:0:5 | 1:22:22.7 |
| 10               | Ukrajina  | 0:5:0:5 | 1:22:32.5 |